# 沈め込み
数学において、沈め込み (submersion) とは、可微分多様体間の可微分写像であって微分がいたるところ全射であるもののことである。これは微分トポロジーにおいて基本的な概念である。沈め込みの概念ははめ込みの概念の双対である。

## 定義
M と N を可微分多様体とし、f: M → N をそれらの間の可微分写像とする。写像 f が点 p ∈ M において沈め込みであるとは、微分
{\displaystyle Df_{p}\colon T_{p}M\to T_{f(p)}N\,}
が全射線型写像であることをいう。このとき p を写像 f の正則点 (regular point) と呼び、そうでないとき臨界点 (critical point) と呼ぶ。点 q ∈ N が f の正則値 (regular value) であるとは、原像 f−1(q) のすべての点 p が正則点であることをいう。すべての点において沈め込みである可微分写像 f を沈め込みと呼ぶ。同じことであるが、f が沈め込みであるとは、微分 Dfp の階数が全ての点で N の次元に等しいということである。
注意：「正則点」という用語を f の p におけるヤコビ行列の階数が最大でない点を記述するために用いる著者もいる。実際これは特異点論においてより有用な概念である。M の次元が N の次元に等しいかより大きいならば、臨界点のこれら2つの概念は一致する。しかし、M の次元が N の次元よりも小さければ、上の定義によればすべての点は臨界点である（微分は全射になり得ない）が、（dim M に等しければ）ヤコビ行列の階数はなお最大たりうる。上の定義は例えばサードの定理の定式化においてはより広く使われている。

## 例
- 任意の射影 {\displaystyle \pi :\mathbb {R} ^{m+n}\rightarrow \mathbb {R} ^{n}\subset \mathbb {R} ^{m+n}}

- 局所微分同相

- リーマンの沈め込み（英語版）

- 滑らかなベクトル束あるいはより一般に滑らかなファイブレーションへの射影。微分の全射性は局所自明化の存在の必要条件である。

## 局所的な正規形
f: M → N が p において沈め込みで f(p) = q ∈ N とすれば、M における p の開近傍 U と N における q の開近傍 V と p における局所座標 (x1,…,xm) と q における局所座標 (x1,…,xn) が存在して、f(U) = V であり、かつこれらの局所座標における写像 f は標準的射影
{\displaystyle f(x_{1},\ldots ,x_{n},x_{n+1},\ldots ,x_{m})=(x_{1},\ldots ,x_{n})}
となる。これから可微分写像 f: M → N のもとでの正則値 q ∈ N の M における逆像全体 f−1(q) は空集合であるかまたは次元 dim M − dim N の（連結ではないかもしれない）可微分多様体であることが従う。これは正則値定理 (regular value theorem) （沈め込み定理 (submersion theorem) とも呼ばれる）の内容である。とくに、写像 f が沈め込みであれば、すべての q ∈ N に対して結論が成り立つ。

## 位相多様体の沈め込み
沈め込みは一般の位相多様体に対してもうまく定義される。位相多様体の沈め込みは連続な全射 f: M → N であってすべての p ∈ M に対して p における連続チャート ψ と f(p) における連続チャート φ が存在して写像 ψ-1 ∘ f ∘ φ が Rm から Rn への射影に等しいことである。ここで m = dim(M) ≥ n = dim(N) である。